# Jüdischer Friedhof (Rákoskeresztúr)

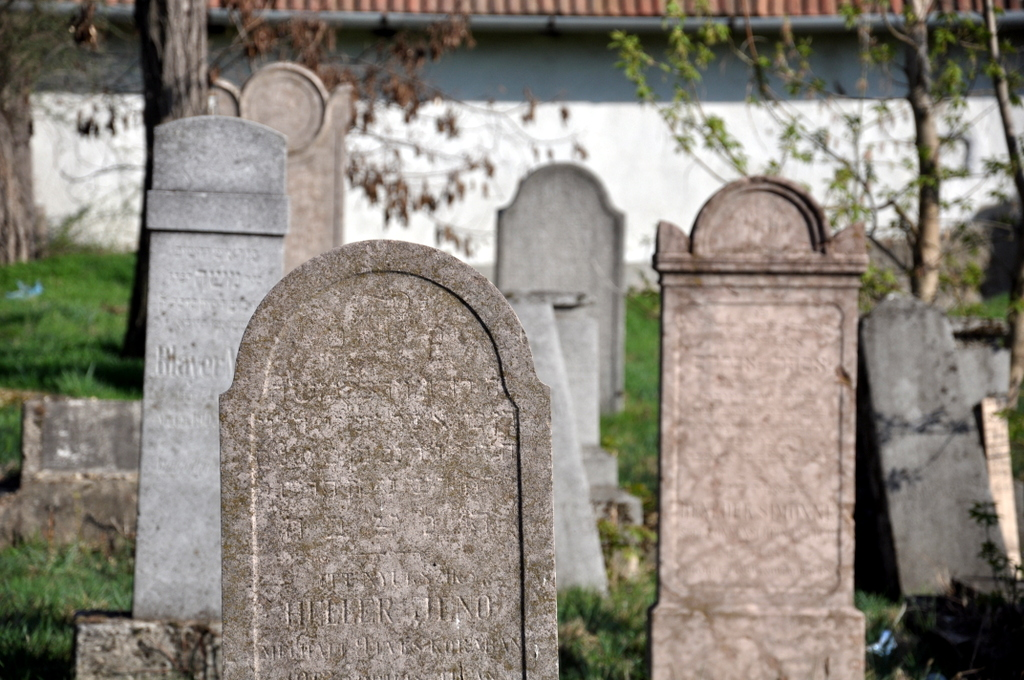
Der Jüdische Friedhof Rákoskeresztúr

Der Jüdische Friedhof Rákoskeresztúr in Rákoskeresztúr (deutsch: Gerersdorf) liegt im XVII. Bezirk (= Rákosmente) der ungarischen Hauptstadt Budapest. Er muss unterschieden werden vom Jüdischen Friedhof in der Kozma-Straße im benachbarten X. Bezirk (= Kőbánya), der im Sprachgebrauch teilweise ebenfalls Rákoskeresztúr zugeschlagen wird und an den Neuen Städtischen Friedhof angrenzt.